# Tina Dahl
Tina Dahl ist eine ehemalige schwedische Squashspielerin.

## Karriere
Tina Dahl war in den 1970er- und 1980er-Jahren als Squashspielerin aktiv. Mit der schwedischen Nationalmannschaft nahm sie 1979 an der Weltmeisterschaft teil und belegte mit ihr den fünften Platz. 1987 stand sie auch im Hauptfeld der Weltmeisterschaft im Einzel, kam jedoch nicht über die erste Runde hinaus. Bereits 1978 gewann sie die schwedischen Landesmeisterschaften.

## Erfolge
- Schwedische Meisterin: 1978